# Ramón Folch Frigola
Ramon Folch Frigola (Reus, España, 4 de octubre de 1989) es un futbolista español. Juega de centrocampista y su equipo es el Reus F. C. Reddis de la Tercera Federación.

## Trayectoria
Es licenciado en Telecomunicaciones. Es hijo de una familia ligada al baloncesto reusense. Su padre Ramon fue técnico durante varios años del Reus Deportiu. Sus hermanos Anna y Jordi también lo practicaron a buen nivel. 
En 2002, a los 12 años, mientras disputaba un torneo amistoso en Reus, sufrió una grave lesión que lo mantuvo tres meses de baja. 
Hasta edad juvenil, se formó en el fútbol base de la ciudad, excepto en un año de infantil que jugó en el Nàstic. En edad juvenil formó parte de la plantilla del A del Reus, aunque rápidamente decidió emigrar al Roda, donde permaneció dos temporadas. El técnico Isaac Fernández le abrió la primera puerta hacia al progreso. Del Roda se lo llevó al Vilafranca. Javi Robles, su entrenador en el Cambrils la temporada siguiente, fue clave en su fichaje por el Amposta, de Tercera División. En la 2010-11 firmó con el club ebrense y allí conoció a Jordi Fabregat, a la postre su mentor en el fútbol semiprofesional.
En la temporada 2012-13 Fabregat no dudó en llevárselo al Conquense, con el que consiguió el ascenso a Segunda B. En Cuenca le conocían como «el pulpo» o el «quitanieves», por su estilo de juego. Sergi Parés, director deportivo del Reus, se enamoró de él en un partido de la fase de ascenso en Manlleu y lo firmó en 2013.
En las filas del Reus consiguió el ascenso a la Segunda División, en la que debutó en la temporada 2016-17, siendo el capitán del club catalán en el debut en el fútbol profesional. Jugó 39 partidos en los que anotó cuatro goles.
El 30 de junio de 2017 fichó por el Real Oviedo, también de la Segunda División, por dos temporadas en las que disputó 77 partidos y anotó 2 goles. El club asturiano le renovó en noviembre de 2018, pero su rendimiento y la decisión de Sergio Egea de prescindir de sus servicios provocarían su marcha en verano de 2019.
El 1 de julio de 2019 firmó por el Elche C. F. Durante la temporada 2019-20 disputó 37 partidos de liga y anotó un gol en un año en el que lograron devolver al club a la máxima categoría del fútbol profesional. Sin embargo, aunque debutó en Primera el 30 de septiembre de 2020 jugando los últimos minutos del encuentro ante la S. D. Eibar, continuaría jugando en Segunda División, ya que el 5 de octubre fue cedido una temporada al C. D. Tenerife.
El 17 de julio de 2021 firmó por el Centre d'Esports Sabadell Futbol Club. Un año después rescindió su contrato y fichó por la U. E. Cornellà, donde también estuvo una temporada antes de regresar a Reus para jugar en el Reus F. C. Reddis.

## Clubes
| Club                    | País   | Año       | Partidos | Goles |
| ----------------------- | ------ | --------- | -------- | ----- |
| F. C. Vilafranca        | España | 2008-2009 |          |       |
| Cambrils                | España | 2009-2010 |          |       |
| C. F. Amposta           | España | 2010-2012 |          |       |
| U. B. Conquense         | España | 2012-2013 |          |       |
| C. F. Reus Deportiu     | España | 2013-2017 | 144      | 9     |
| Real Oviedo             | España | 2017-2019 | 77       | 2     |
| Elche C. F.             | España | 2019-2021 | 38       | 1     |
| C. D. Tenerife (cedido) | España | 2020-2021 | 25       | 0     |
| C. E. Sabadell F. C.    | España | 2021-2022 | 5        | 0     |
| U. E. Cornellà          | España | 2022-2023 | 27       | 0     |
| Reus F. C. Reddis       | España | 2023-     |          |       |